# Orectolobus hutchinsi
Orectolobus hutchinsi es una especie de elasmobranquio orectolobiforme de la familia Orectolobidae.